# Марк Порций Катон (консул 36 г.)
Вижте пояснителната страница за други личности с името Марк Порций Катон.
Марк Порций Катон (на латински: Marcus Porcius Cato) e политик и суфектконсул през 36 г. на ранната Римска империя.

## Биография
Произлиза от фамилията Порции и вероятно е потомък на Марк Порций Катон Млади Утически.
През 27 г. Марк Порций Катон става претор и следващата година участва в комплота, който организира Луций Елий Сеян против конника Титий Сабин, мразен от него привърженик на Германик. Другите участници в този комплот са заедно с Катон още преторите Луций Луканий Латиарис, Петилий Руф и Марк Опсий. Сабин е убит по заповед на Тиберий за лоши изказвания срещу него. Докато Луканий и Опсий са екзекутирани като привърженици на Сеян, Катон става през последния ден на 36 г. суфектконсул заедно с Гай Ветий Руф.
През 38 г. той е за един месец на служба като curator aquarum. След това вероятно също е екзекутиран.